# Роза Канерва
Роза Канерва (фін. Roosa Kanerva, 17 березня 1999) — фінська стрибунка у воду. Учасниця Чемпіонату світу з водних видів спорту 2019, де в стрибках з метрового трампліна посіла 34-те місце.